# Kiemerezy
Kiemerezy – dawna kolonia. Tereny, na których była położona, leżą obecnie na Litwie, w okręgu uciańskim, w rejonie wisagińskim.
Inna nazwa miejscowości to Kimerezy.

## Historia
W dwudziestoleciu międzywojennym kolonia leżała w Polsce, w województwie nowogródzkim (od 1926 w województwie wileńskim), w powiecie brasławskim, w gminie Dryświaty.
Według Powszechnego Spisu Ludności z 1921 roku zamieszkiwało tu 69 osób, 42 było wyznania rzymskokatolickiego a 27 staroobrzędowego. Jednocześnie wszyscy mieszkańcy zadeklarowali polską przynależność narodową. Było tu 10 budynków mieszkalnych. W 1931 zamieszkiwało tu 85 osób w 16 budynkach.
Miejscowość należała do parafii rzymskokatolickiej w Gajdach. Podlegała pod Sąd Grodzki w m. Turmont i Okręgowy w Wilnie; właściwy urząd pocztowy mieścił się w Dryświatach.